# Stephanopodium
Stephanopodium é um género botânico pertencente à família Dichapetalaceae.

## Espécies
Formado por 15 espécies:
| - Stephanopodium angulatum - Stephanopodium aptotum - Stephanopodium blanchetianum - Stephanopodium costaricense - Stephanopodium cuspidatum - Stephanopodium engleri - Stephanopodium estrellense - Stephanopodium gentryi | - Stephanopodium longipedicellatum - Stephanopodium magnifolium - Stephanopodium organense - Stephanopodium peruvianum - Stephanopodium sessile - Stephanopodium sessiliflorum - Stephanopodium venezuelanum |